# Индийска птица носорог
Индийска птица носорог (Anthracoceros coronatus) е вид птица от семейство Носорогови птици (Bucerotidae). Видът е почти застрашен от изчезване.

## Разпространение
Видът е разпространен в Индия и Шри Ланка.